# چندسالاری
چندسالاری (Polyarchy) اصطلاحی در علوم سیاسی است که توسط رابرت دال برای توصیف نوعی از حکومت به کار رفته است که در آن قدرت به عدهٔ معدودی از افراد تعلق دارد. این شکل از حکومت نخستین بار در ایالات متحده و سپس در فرانسه به کار گرفته شد و بعدها به سایر کشورها گسترش یافت. به عقیدهٔ رابرت دال، چندسالاری از دموکراسی متفاوت است، چرا که اصل بنیادین دموکراسی «پاسخگویی مداوم حکومت به ترجیحات شهروندان است که به لحاظ سیاسی با یکدیگر برابر هستند».